# Чейни, Дик
Ри́чард Брюс (Ди́к) Че́йни (англ. Richard Bruce (Dick) Cheney; род. 30 января 1941 года, Линкольн, Небраска) — американский политический, государственный и военный деятель, член Республиканской партии, работал в администрациях четырёх президентов США. 

В администрации Дж. Буша-старшего (1989—1993) — министр обороны США. 

С января 2001 по январь 2009 года занимал должность вице-президента США в администрации Дж. Буша-младшего (переизбран на второй срок в ноябре 2004 года, повторно вступил в должность 20 января 2005 года). При этом отмечали его весьма высокое влияние, по многим вопросам не меньше, чем у самого Президента. 

По мнению газеты Washington Post, являлся самым влиятельным вице-президентом в истории США. 

Во время процедур, требовавших введения Бушу наркоза, дважды был исполняющим обязанности президента США (29 июня 2002 года и 21 июля 2007 года).

## Биография
Чейни родился 30 января 1941 года в Линкольне, штат Небраска, в семье Марджори Лоррейн (урожденной Дики) и Ричарда Герберта Чейни. Он имеет преимущественно английское, а также валлийское, ирландское и французское происхождение. Его отец был агентом по охране почв Министерства сельского хозяйства США, а мать была звездой софтбола в 1930-х годах; Чейни был одним из троих детей. Он посещал начальную школу Калверта, прежде чем его семья переехала в Каспер, штат Вайоминг, где он учился в средней школе округа Натрона.
Он учился в Йельском университете, но, по его собственному признанию, у него возникли проблемы с адаптацией в колледже, и он бросил учёбу. Позже он поступил в Университет Вайоминга, где получил степень бакалавра искусств и степень магистра искусств в области политических наук. Впоследствии он начал, но не закончил, докторантуру в Университете Висконсин-Мэдисон
в 1959 году.
В ноябре 1962 года, в возрасте 21 года, Чейни был осужден за вождение в состоянии алкогольного опьянения. Чейни рассказывал, что арест заставил его «задуматься о том, где я был и куда направлялся. Я шел по плохой дороге, если бы продолжал идти этим курсом».
В 1964 году он женился на Линн Винсент, своей школьной возлюбленной, с которой познакомился в возрасте 14 лет.
Его карьера как государственного служащего началась в 1969 году, когда он присоединился к администрации президента Ричарда Никсона.
В 1974 году стал заместителем главы президентской администрации Джеральда Форда, с 1975 по 1977 год являлся главой администрации. Был выдвиженцем Дональда Рамсфелда.
С 1981 по 1987 год был главой Комитета республиканской политики. В 1987 году стал председателем Республиканской конференции Палаты представителей, в 1988 году — парламентским организатором республиканцев.
20 марта 1989 года назначен на пост министра обороны, при нём были проведены военные операции «Буря в пустыне» (Ирак) и «Правое дело» (Панама). На посту министра обороны Чейни пробыл до 20 января 1993 года. Главные достижения Чейни-министра обороны связаны с войной в Персидском заливе. В ночь, когда самолёты союзников начали бомбить Ирак, он невозмутимо отвечал на вопросы CNN, сидя в своем кабинете в Пентагоне. Чейни выполнил одну из самых деликатных миссий в заливе, сумев уговорить короля Саудовской Аравии Фахда согласиться на массовое размещение американских войск в этом регионе. Уже во время войны Чейни прилетел на одну из военных баз в Саудовской Аравии и выступил с речью перед американскими летчиками. После выступления он достал ручку и написал на одной из авиабомб, которые должны были быть сброшены на Ирак: «Саддаму, с наилучшими пожеланиями».
После ухода с поста министра обороны занялся бизнесом.
В 1995—2000 годах — главный исполнительный директор нефтесервисной компании «Халлибертон», которая получила первый контракт на восстановление и разработку нефтяных месторождений в оккупированном Ираке. В бытность Дика Чейни председателем совета директоров Halliburton компания с 1997 по 2000 год поставила Ираку нефтяное оборудование на $76 млн. Сделка была совершена в обход американских санкций через французских посредников. Одновременно он входил в советы директоров компаний Procter & Gamble, Union Pacific и Electronic Data Systems.

### Вице-президентство
В августе 2000 года прошел национальный съезд Республиканской партии, по итогам которого 3 августа Буш-младший и Чейни были официально выдвинуты кандидатами в президенты и вице-президенты США. Победив на президентских выборах 7 ноября 2000 года, 20 января 2001 года состоялась их инаугурация.
В июле 2002 года, уже являясь вице-президентом США, Чейни стал фигурантом расследования, связанного с завышением доходов руководством «Халлибертон» в 1998 году.
Как отмечал журналист Ричард Макгрегор, критики администрации Джорджа Буша-младшего «вовсю порицали связи (по их мнению, настоящий сговор) между Чейни и топливно-энергетической отраслью».
По его собственному свидетельству, во время второго президентского срока Буша отношения между ними разладились.
По утверждению журналиста Питера Бейкера, Буш был доволен тем, что вице-президент Чейни «играет роль „злого следователя“».
11 февраля 2006 года во время охоты случайно выстрелил из дробовика в известного техасского адвоката, республиканца Гарри Уиттингтона.
1 сентября 2011 года выпустил свои мемуары, ставшие скандальными, под названием «В моё время: личные и политические мемуары».

## Взгляды
Думаю, если мне придётся когда-нибудь перед кем-нибудь извиняться, то это будет Дик Чейни. Я действительно ненавижу этого человека — самого деструктивного человека на планете Земля.
Видный противник изоляционизма США. 
Являлся последовательным критиком администрации Барака Обамы.
Вскоре после ликвидации спецслужбами США Усамы бен Ладена выступил с призывом возвратить в США разрешение пытки водой для лиц подозреваемых в терроризме (была запрещена президентом США Бараком Обамой в 2009 году), аргументировав это тем, что применение пыток в годы правления администрации Джорджа Буша-младшего позволило напасть на след бен Ладена.
На президентских выборах 2024 года поддержал кандидата от демократов Камаллу Харрис.

## Личная жизнь

### Семья
Женат, две дочери. Старшая дочь Элизабет и супруга Линн в настоящее время работают в Американском институте предпринимательства. Младшая дочь Мэри — лесбиянка, её сексуальная ориентация неоднократно обсуждалась ультраконсервативными оппонентами Чейни в контексте законодательства о легализации однополых браков. В 2006 году она написала автобиографию «Теперь моя очередь», а в мае 2007 года родила сына (продолжает жить со своей партнёршей).

### Проблемы со здоровьем
Чейни длительное время страдал от ишемической болезни сердца, что периодически вызывало у него сердечные приступы и принуждало его к госпитализации. Поднимались вопросы о соответствии его здоровья требованиям к должности. В течение 20 лет он выкуривал по три пачки сигарет в день. Первый из своих пяти сердечных приступов он испытал в июне 1978 года в возрасте 37 лет. Последующие приступы в 1984, 1988, 2000 и 2010 годах привели к умеренной сократительной дисфункции левого желудочка. В 1988 году Чейни перенёс шунтирование коронарной артерии и ещё четырёх сосудов, стентирование коронарной артерии в ноябре 2000 года, экстренную балонную ангиопластику коронарного сосуда в марте 2001 года и вживление дефибриллятора в июне 2001 года.
24 сентября 2005 года Чейни подвергся шестичасовой эндоскопической хирургической операции по устранению аневризм бедренной артерий обеих ног, в артерии за коленями был введён катетер. Аневризмы были обнаружены на регулярном обследовании в июле и не представляли опасность для жизни. Через пять месяцев Чейни был госпитализирован для проведения обследований в связи с одышкой. В конце июля 2006 года ультразвуковое обследование показало, что его тромб уменьшился.
5 марта 2007 года Чейни прошёл лечение по поводу тромбоза глубоких вен левой ноги в больнице университета Джорджа Вашингтона после жалоб на боль в левой голени. Врачи прописали разжижающие кровь лекарства и разрешили ему вернуться на работу. Новостная служба CBS сообщила что утром 26 ноября 2007 года у Чейни была найдена фибрилляция предсердий, после чего он подвергся лечению этим же утром.
В 2012 году, в возрасте 71 года, перенес пересадку сердца от неизвестного донора, ждать этого бывшему вице-президенту потребовалось 20 месяцев.

## В массовой культуре
- В 2008 году вышел биографический фильм Оливера Стоуна «Буш», в котором роль Дика Чейни исполнил Ричард Дрейфус.

- 12 декабря 2018 года состоялась мировая премьера комедийно-драматического фильма Адама Маккея «Власть» (англ. Vice), посвящённая истории Дика Чейни, роль которого исполнил Кристиан Бейл. Фильм был номинирован на премию «Оскар» в 8 категориях, включая «Лучший фильм», в результате получив лишь одну премию за «Лучший грим и причёски». Бейл получил «Золотой глобус» за лучшую мужскую роль в комедии или мюзикле. В целом фильм был принят критикой позитивно, на Rotten Tomatoes фильм собрал 234 положительных отзыва из 359 (65 %). Несмотря на множество достоверных фактов в фильме из биографии Чейни, режиссёр лишь в паре кадров отметил пагубное влияние 20 лет курения на сердце вице-президента США.
- Мини-сериал «Самый громкий голос» (2019). Роль исполнил Джон Рю.

- Имя Дика Чейни часто употребляется в мультфильме «Гриффины».
- В сериале «Сверхъестественное», в эпизоде 6.10 Caged Heat, демон Кроули говорит главным героям, что их дедушка — его «лучшее приобретение после Дика Чейни». А до этого, в эпизоде 3.04 Град греха, демонесса Кейси говорит, что для Дика Чейни в аду зарезервировано местечко.
- В сериале «Обмани меня» в эпизоде 1.13 Sacrifice упоминается во фразе агента ФБР «Я готов спорить что у тебя есть сейф размером с Дика Чейни»
- В сериале «Прослушка», в эпизоде 5.8 Clarifications, на вопрос одного из редакторов «Кто из нас общался с психопатами?», другой отвечает: «Я брал интервью у Дика Чейни».
- В сериале «Восьмое чувство», в эпизоде 1.7, в доме Доктора Метцгера героиня на тумбочке нашла рамку с фото доктора и Чейни и воскликнула: «Боже мой, Ном, они друзья с Чейни! Он должно быть монстр!»
- В сериале «Патриот[англ.]», в эпизоде 1.9, во время охоты персонаж намекает герою сериала на запасной план действий под названием «Дик Чейни», но герой не знает кто такой Дик Чейни и персонаж объясняет ему что это бывший вице-президент, который охотясь на уток выстрелил человеку в лицо (см. Инцидент на охоте с Диком Чейни[англ.]).
- В сериале «Пастырь», в эпизоде 2.6.
- В сериале «Сопрано», в эпизоде 6.15